# Caicitas
caicitas ou cáicidas, também chamados Cais Ailã (em árabe: قيس عيلان‎; romaniz.: Qays ʿAylān), eram uma confederação tribal árabe que se ramificou na seção modarita dos adenanitas. Não pareciam estar unidos na era pré-islâmica, mas no início do Califado Omíada (r. 661–750), suas tribos constituintes tornaram-se algumas das principais facções do califado. As principais delas foram os hauazinitas, anreítas, taquífitas, soleimitas, ganitas, bailaítas e muaribitas. Muitas delas ou seus clãs migraram da Arábia ao norte da Síria e Mesopotâmia Superior, que por muito tempo foram sua morada. De lá, governaram em nome dos califas ou se rebelaram contra eles. O poder caicita como um grupo unificado diminuiu com a ascensão do Califado Abássida (r. 750–1258), que não derivou sua força militar só de tribos árabes. Porém, algumas tribos caicitas continuaram sendo força potente e migraram para o Magrebe (norte da África) e Alandalus (Península Ibérica), onde conquistaram seu próprio poder.

## Nome e genealogia
O nome completo da confederação era Cais Ailã ou Cais ibne Ailã, embora seja comumente referida apenas como Cais; ocasionalmente na poesia árabe, é referida só como Ailã. Seus membros são referidos como caicitas (pl. al-Qaysĭyūn; sing. Qaysī) e como grupo etno-político, aparecem nas fontes coetâneas como cáicias (al-Qaysīyya). Diferentemente da maioria das tribos árabes, as fontes raramente usam o termo Banu (filhos de) quando se referem aos caicitas.
Cais é o homônimo e progenitor da confederação, e a genealogia árabe tradicional sustenta que o pai de Cais era certo Ailã. Segundo alguns historiadores medievais como ibne Caldune (m. 1406), "'Ailã" era na verdade o epíteto de Alnas ibne Modar ibne Nizar ibne Maade ibne Adenã. Tanto ibne Caldune como outros historiadores árabes medievais rejeitam a teoria de que Ailã era o pai de Cais. Esses historiadores sustentam teorias variadas sobre as origens do epíteto; entre eles estão: Ailã era o nome do famoso cavalo de Alnas, seu cachorro, seu arco, uma montanha onde se dizia ter nascido, ou um homem que o criou.
Os caicitas foram uma das duas subdivisões dos modaritas, a outra sendo os quindifitas (também conhecidos como iacitas). Como descendentes dos modaritas, os caicitas são considerados adenanitas ou "árabes do norte"; a tradição árabe atribui a descendência de todas as tribos árabes a Adenã ou Catã, pai dos "árabes do sul". No início do período islâmico, em meados do século VII, os descendentes de caicitas eram um grupo tão numeroso e tão significativo que seu nome passou a designar a todos os árabes do norte.

## Ramos
Os caicitas consistiam em vários ramos, que foram divididos em outras subtribos. As divisões de primeiro nível, ou seja, os filhos de Cais Ailã, eram Caçafa, Sade e Anre.

### Caçafa
De Caçafa descenderam as grandes tribos hauazinitas e soleimitas, cujos fundadores foram filhos de Almançor ibne Icrima ibne Caçafa, e os muaribitas, cujo fundador foi filho de Ziade ibne Caçafa. Os hauazinitas eram um grande grupo tribal que incluía várias subtribos grandes, dentre os quais os anreítas, cujo progenitor foi Anre ibne Saça ibne Moáuia ibne Becre ibne Hauazim, e os taquifitas, cujo progenitor foi Caci ibne Munabi ibne Becre ibne Hauazim. No entanto, as referências aos hauazinitas frequentemente excluíam os anreítas e taquifitas, limitando-se aos ʿujz Hawāzin (a retaguarda dos hauazinitas). Este último incluía as tribos de Banu Juxã, Banu Nácer e Banu Sade, cujos fundadores eram filhos ou netos de Becre ibne Hauazim. Os soleimitas se dividiam em três divisões principais, Inru Alcais, Harite e Tálaba.

### Sade
Os filhos de Sade, Açur e Gatafã tinham várias subtribos. As maiores subtribos de Açur foram os ganitas, cujo fundador era filho de Açur, e os Banu Tufaua, que consistiam nos descendentes de três outros filhos de Açur, Tálaba, Anre e Moáuia, que eram meio-irmãos de Gani; foram chamados coletivamente Tufaua em honra a sua mãe. Baila era outra grande subtribo de Açur, e seus fundadores eram filhos de certa Baila, que, em momentos diferentes, foi esposa de dois dos filhos de Açur, Maleque e Mã; havia muitos clãs Baila, sendo os maiores os Banu Cutaiba e Banu Uail. As maiores subtribos dos gatafanitas foram os Banu Dubiã e Banu Abs, cujos fundadores foram filhos de Baguide ibne Raite ibne Gatafã, e os Banu Axja, cujo fundador foi filho de Raite ibne Gatafã. De Banu Dubiã veio os Banu Fazara, cujo fundador era filho de Dubiã, e os Banu Murra, cujo fundador era filho de Aufe ibne Sade ibne Dubiã.

### Anre
As duas principais subtribos do ramo Anre foram Aduã e Banu Fame, ambas fundadas por filhos de Anre.

## Distribuição geográfica
Segundo a lenda árabe, a terra natal original dos caicitas ficava nas áreas baixas do Tiama, ao longo do Hejaz. Na época de Maomé (ca. 570), os numerosos ramos dos caicitas haviam se espalhado às áreas sudeste e nordeste de Meca, a região de Medina, outras áreas de Hejaz, terras altas de Négede e Iamama, Barém e partes da Baixa Mesopotâmia, onde governavam os lacmidas. Como outros grupos árabes, numerosas tribos caicitas migraram para o norte durante e após as conquistas muçulmanas. Se espalharam por toda a Síria e Mesopotâmia, particularmente nas partes norte dessas regiões nas províncias de Quinacerim (ao redor de Alepo) e Diar Modar. No entanto, também estavam presentes nas planícies de Homs, Damasco, Guta e Haurã, nas colinas de Golã, Palestina, Transjordânia (Balca) e cidades de Cufa e Baçorá.
No século XIV, apenas remanescentes dos caicitas ainda viviam em suas terras ancestrais na Arábia Central. Vários moravam em todo norte da África e ali chegaram numa série de ondas migratórias. Entre eles estavam os soleimitas na Ifríquia e Fez, os Aduã na Ifríquia, os Fazara e Banu Raua na Cirenaica, Tripolitânia e Fezã, os Banu Axja no Magrebe (atuais Argélia e Marrocos), os hilálios (uma subtribo dos anreítas) na Ifríquia, Constantina e Anaba e o Banu Juxã no Magrebe Ocidental (atual Marrocos).

## História

### Período pré-islâmico

Reino de Quinda

De acordo com A. Fischer, a história registrada dos caicitas, como a maioria das tribos árabes, começa com seus combates no Aiã Alárabe (dias de batalha dos árabes) pré-islâmico, ao qual Fischer se refere como o "épico dos árabes". Se envolveram em inúmeras batalhas e disputas, algumas das quais contra tribos não-caicitas, mas a grande maioria sendo conflitos intra-caicita. O historiador W. Mongtomery Watt sustenta que, na história do Aiã Alárabe, apenas as tribos caicitas foram nomeadas, e não a confederação. Consequentemente, não funcionaram como uma unidade na era pré-islâmica. Entre as batalhas Aiã mais conhecidas estava o Iaum Xibe Jabala entre os caicitas Anre, Abes, Gani, Baila e Bajila de um lado e os caicitas Dubiã e não-caicitas tamimitas, lacmitas, quinditas e assaditas do outro. A longa guerra de Dais e Algabra foi travada entre os Abs e Dubiã. Como outras tribos da Arábia Central, faziam parte do Reino de Quinda.

### Período islâmico inicial
No começo, os caicitas eram hostis a Maomé e seus ensinamentos islâmicos, que conflitavam com sua religião pagã. Os gatafanitas e o soleimitas, em particular, estiveram em conflito com os muçulmanos em Medina entre 622 e 629. No entanto, a subtribo Axja fez uma aliança com os muçulmanos em 627. Em 630, os soleimitas e Axja abraçaram amplamente o Islã e apoiaram a conquista de Meca por Maomé em 630. Essas tribos lutaram contra seus parentes hauazinitas logo depois. Na época da morte de Maomé em 632, todas as tribos caicitas provavelmente haviam se convertido ao Islã, mas após sua morte, muitas, se não a maioria, apostataram e lutaram contra os muçulmanos nas Guerras Rida. A tribo mais ativa que lutava contra os muçulmanos era a dos gatafanitas, que tentou várias vezes capturar Meca antes de se juntar ao líder anti-islâmico Tulaia dos assaditas. As tribos árabes pagãs foram finalmente derrotadas na Batalha de Buzaca, após a qual reabraçaram o Islã e se submeteram ao Califado Ortodoxo de Medina.
Após as Guerras Rida, os caicitas tiveram papel importante na conquista muçulmana da Pérsia e Levante Mutana ibne Harita. Durante o reinado do califa Otomão (r. 644–656), o governador muçulmano da Síria, o futuro Moáuia I, levou vários quilabitas, ucailitas (ambas subtribos dos anreítas) e soleimitas para habitar a Mesopotâmia Superior, norte da Síria e região fronteiriça com o Império Bizantino e Armênia. Os caicitas lutaram em grande parte ao lado de Ali contra Moáuia na Batalha do Camelo e na Batalha de Sifim em 656 e 657, respectivamente.

### Califado Omíada
Moáuia fundou o Califado Omíada em 661. Entre isso e o colapso dos omíadas em 750, os caicitas formaram um dos principais componentes políticos e militares do califado. Seu principais antagonistas eram as tribos iamanitas, lideradas pelos calbitas. Além da competição pelo poder político, militar e econômico, havia o componente étnico que definia a rivalidade caicita-iamanita; os caicitas eram "árabes do norte", enquanto os iamanitas eram "árabes do sul". Moáuia e seu filho e sucessor Iázide I confiaram militar e politicamente nos calbitas para o desgosto dos caicitas. Quando Iázide e seu sucessor Moáuia II morreram numa sucessão relativamente rápida em 683 e 684, respectivamente, os caicitas se recusaram a reconhecer a autoridade omíada. Os calbitas e seus aliados iamanitas selecionaram Maruane I para suceder Moáuia II, enquanto os caicitas se uniram amplamente à causa rebelde de Abedalá ibne Zobair. Lutando em nome deste último, os caicitas, anreítas, soleimitas e gatafanitas sob Daaque ibne Cais Alfiri lutaram contra Maruane e a facção iamanita na Batalha de Marje Raite em 684.
Depois de Marje Raite, os caicitas ficaram sob a liderança de Zofar ibne Alharite Alquilabi e Omeir ibne Hubabe. De suas respectivas fortalezas em Circésio e Ras Alaim, lutaram tenazmente contra os iamanitas e resistiram à autoridade omíada. A maioria das batalhas contra os calbitas foram travadas no deserto entre a Síria e o Iraque. Omeir também enredou os caicitas contra os taglibitas, e os dois lados travaram várias batalhas perto dos rios Cabur, Balique e Tigre. Omeir foi morto pelos taglibita em 689 e Zufar submeteu-se à autoridade omíada sob o califa Abedal Maleque ibne Maruane em 691 em troca de alta posição na corte. os caicitas eram fortes partidários dos poderosos governadores Alhajaje ibne Iúçufe dos taquifitas e Cutaiba ibne Muslim dos Baila. Os caicitas dominaram o governo omíada durante os reinados de Iázide II e Ualide II. Como resultado, os iamanitas se revoltaram e mataram Ualide II, que foi substituído por Iázide III, que dependia inteiramente dos iamanitas. Os caicitas encontraram um novo patrono no príncipe Maruane II, que removeu Iázide III e mudou a capital de Damasco para Harrã no território caicita. Eram a principal fonte militar de Maruane na Batalha do Zabe, em 750, na qual Maruane foi morto; logo depois, o Califado Omíada caiu inteiramente perante o Califado Abássida (r. 750–1258). Os caicitas não foram capazes de se recuperar das enormes perdas que sofreram durante o final do período omíada, e seu papel político, embora presente, não teve consequências significativas durante a era abássida que se seguiu.